# Horní Lhota (district d'Ostrava-Ville)
Horní Lhota est une commune du district d'Ostrava-Ville, dans la région de Moravie-Silésie, en Tchéquie. Sa population s'élevait à 847 habitants en 2021.

## Géographie
Horní Lhota se trouve à 15 km à l'ouest-nord-ouest d'Ostrava et à 262 km à l’est-sud-est de Prague.
La commune est limitée par Hrabyně au nord, par Velká Polom et Dolní Lhota à l'est, par Čavisov au sud, et par Kyjovice et Budišovice à l'ouest.

## Histoire
La première mention écrite de la localité date de 1446.

## Transports
Par la route, Horní Lhota se trouve à 15 km de Hlučín, à 18 km d'Opava, à 25 km d'Ostrava et à 351 km de Prague.